# Melilas
Melilas (malaiisch Mukim Melilas) ist ein Mukim oder Verwaltungsbezirk des Daerah Belait von Brunei. Er hat 29 Einwohner (Stand: 2016). Der Mukim ist nach dem gleichnamigen Dorf Kampong Melilas benannt.

## Geographie

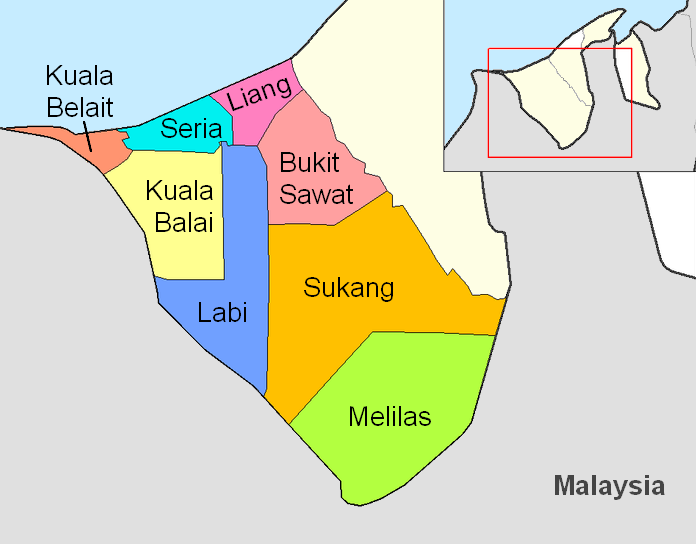
Bezirke in Belait

Melilas liegt im äußersten Süden des Distrikt Belait und ist damit auch der südlichste Mukim Bruneis. Nach Norden grenzt nur der Mukim Sukang an, nach Süden wird der Mukim um schlossen vom Bundesstaat Sarawak von Malaysia.
Der Verwaltungsbezirk liegt im Hinterland von Brunei, wo dichter Tropischer Regenwald vorherrscht. Ein großer Teil des Mukim gehört zum Labi Forest Reserve. Der Mukim liegt in der Ebene und die Südgrenze wird von den Flanken der Melilas Formation markiert, die sich aus der Ebene der Belait Syncline erhebt. Südlich der Grenze in Sarawak erhebt sich das Massiv von Gunung Mulu und Mount Benarat im Schutzgebiet Gunung Mulu National Park. Auf der Seite von Brunei ist der Batu Patam (mit 227 m ⊙) die bedeutendste Erhebung.
Bedeutende Flüsse im Bezirk sind Sungai Ara Nibong, Sungai Aru Lirang, und Sungai Tropong.

## Verwaltungsgliederung
Der Mukim Bukit Sawat besteht aus den Ortschaften:
- Kampong Tempinak
- Kampong Melilas
- Kampong Bengerang II

Jede dieser Ortschaften hat einen eigenen Ortsvorstand (ketua kampung).